# LASTESIS
LASTESIS es un colectivo feminista chileno interdisciplinario, interseccional y transinclusivo que ha realizado diferentes performances a partir de 2018. La agrupación fue fundada por Daffne Valdés Vargas, Paula Cometa Stange, Sibila Sotomayor Van Rysseghem y Lea Cáceres. Actualmente Cáceres no forma parte del colectivo. Sibila y Daffne son artistas escénicas y profesoras universitarias, mientras que Paula es diseñadora, profesora de historia y artista visual. El nombre del colectivo hace referencia al trabajo feminista de Rita Segato, entre otras pensadoras feministas. La agrupación considera que las performances son una forma de trasladar la teoría a la práctica. Así, el formato de performance es el medio elegido para que la teoría feminista tenga mayor llegada a aquellas personas que no tengan acceso tan directo a la literatura feminista. En sus performances, LASTESIS se han dirigido hacia el Estado, el ex presidente Sebastián Piñera, la policía, el patriarcado, el neoliberalismo, el colonialismo y el extractivismo, entre otros.
El colectivo se hizo conocido principalmente por su interpretación de Un violador en tu camino. Esta performance fue presentada por primera vez frente a la Plaza Aníbal Pinto, la Plaza Victoria y una estación de policía por un grupo de aproximadamente 50 mujeres y disidencias del sistema sexo/género durante una protesta el 20 de noviembre de 2019 en Valparaíso, Chile, en vísperas del Estallido social. Posteriormente, el 25 de noviembre del mismo año, se presentó en Santiago como parte de las manifestaciones del Día Internacional de la Eliminación de la Violencia contra la Mujer. Estas performances fueron realizadas en un inicio por Latinoamérica y España, para luego esparcirse en otras partes del mundo: París, Londres, Madrid, Barcelona, Tel Aviv, Roma, Nueva Dehli, Tokio, Buenos Aires, Ciudad de México, Sao Paulo, Bogotá entre otras ciudades. La performance se realizó en 200 localidades, lo que llevó al colectivo a adquirir fama internacional. También han intervenido en el 8M, haciendo de un "Un Violador en tu Camino" un himno feminista en pos de la lucha de las mujeres
Sus performances incluyen: Patriarcado y Capital es alianza criminal (2018); El violador eres tú (2020); RESISTENCIA o la reivindicación de un derecho colectivo (2021), La ciudad del futuro junto a Delight Lab (2022) y Canciones para cocinar (2023). Además, han difundido su trabajo artístico y activista a través de una centena de instancias de conversación y múltiples talleres colaborativos; han participado en diversos festivales, museos, universidades, ferias, congresos y encuentros feministas en Chile, Argentina, México, Bolivia, Estados Unidos, Suecia, Alemania, Portugal, Suiza, Francia, España, Países Bajos, Bélgica y Reino Unido de manera presencial, y virtualmente se suman una veintena de países. También han recibido múltiples reconocimientos entre los que destacan el Premio Jaime Castillo Velasco de la Comisión Chilena de DDHH (2020), el Premio a diseño del año en categoría digital (2020), The Design Museum, Reino Unido, y el reconocimiento por la revista TIME en The 2020 TIME100, TIME's list of the world's most influential people.

## Origen
El colectivo se formó en Valparaíso en el año 2018. Su nombre LASTESIS, deriva del impulso de querer promover las tesis de diferentes pensadoras y pensadores feministas a través del arte. Ellas comenzaron a trabajar con la tesis de Silvia Federicci para luego adentrarse en la tesis de la autora argentina feminista decolonial Rita Segato, quién ha estudiado los factores de la violencia ejercida hacia las mujeres y la violación como un mandato machista. En diferentes entrevistas, LASTESIS han comentado que sus intervenciones duran 15 minutos, para que el mensaje sea preciso, de esta manera ellas creen que el mensaje puede llegar a más personas que habitualmente no tienen acceso a esos textos. El colectivo puede considerarse como una identidad de resistencia, en términos de Manuel Castells, ya que las mismas constituyen resistencias colectivas basándose en principios diferentes que impregnan las instituciones en la sociedad.  

## Ideología
La idea central LASTESIS es la resistencia a través de la experiencia performativa, donde el cuerpo individual se convierte en parte de un cuerpo colectivo. La ideología tras el colectivo surge desde lanecesidad de traducir los contenidos de las teorías feministas a un dispositivo para múltiples audiencias, celebrando los cuerpos en movimiento. A pesar de que en sus actuaciones tratan temáticas complejas (violencia política y sexual, feminicidios, acoso callejero), ellas creen en la importancia de la celebración y la diversión como un componente esencial de la resistencia, ya que están resistiendo juntas a través de los cuerpos, afirmando lo siguiente: "nuestros cuerpos son territorios de opresión y de formas de violencia institucional, en donde nos afecta de diferentes maneras, pero también son los cimientos de un colectivo que resiste".
Sus performances tuvieron un impacto estructural concreto cuando el 4 de marzo de 2020 ambas cámaras del Congreso chileno aprobaron una reforma constitucional estableciendo la paridad de género para las elecciones de delegados convencionales. El debate en el Congreso chileno sobre la reforma de la paridad de género coincidió con el fenómeno mundial de LASTESIS y su poderosa actuación "Un violador en tu camino".
El 28 de mayo de 2020, LASTESIS presentaron y publicaron un manifiesto contra la violencia policial global, junto con Pussy Riot. Los dos colectivos, representados por cinco mujeres enmascaradas realizan una convocatoria dirigida a las compañeras feministas, quienes sienten una profunda indignación ante cualquier acto de injusticia cometido en cualquier parte del mundo.. En su ensayo titulado Anyone Can be Pussy Riot, Jessica Gokberg explica que los grupos argumentan que "los gobiernos transnacionalmente colaborativos están aprovechando el confinamiento obligado durante la pandemia global para intensificar la brutalidad policial, las invasiones militares y el despojo de los derechos civiles. Invitan a su audiencia global a tomar la flagrante ejercitación del poder del gobierno militarizado como un 'momento histórico para prenderlo todo fuego'
En 2021, el colectivo publicó Quemar el Miedo en formato impreso, en el que delinean una crítica queerfeminista y decolonial de la violencia patriarcal basada en las experiencias únicas de mujeres y personas trans latinoamericanas, y en el que declaran que los cuerpos y la performance son los medios centrales de la resistencia transnacional. Quemar el miedo se ha traducido al alemán (2021, S. Fischer), al italiano (2022, Capovolte) y al inglés (2023, Verso Books). También publicaron los libros Antología Feminista (2021, Editorial Debate) y Polifonías Feministas (2022, Random House).

## Obras
Desde su fundación en 2017, Colectivo LASTESIS ha realizado performances e intervenciones como parte de su lucha contra la violencia patriarcal en Chile. Varias de sus performances han sido publicadas en su canal de YouTube y sus redes sociales. Además, han publicado dos libros.

### Performances e intervenciones

#### Patriarcado y Capital es alianza criminal(julio de 2018)
La primera obra del colectivo fue Patriarcado y Capital es alianza criminal, realizada en julio de 2018. La obra se basa en el libro Calibán y la Bruja de Silvia Federici (2004) y pone de relieve cómo el sistema capitalista está entrelazado con el sistema patriarcal. El 28 de marzo de 2019, el colectivo publicó en su canal de YouTube un registro audiovisual con fragmentos de diferentes performances de la obra. En su canal de YouTube también se puede encontrar un vídeo de la obra completa, realizada en el evento "Dominga Furiosa: Tarde de música y performance de Mujeres" en Valparaíso el 10 de febrero de 2019.

#### Un violador en tu camino(noviembre de 2019)
Un violador en tu camino es la performance quizá más notable de Colectivo LASTESIS. El 20 de noviembre de 2019, LASTESIS realizó una intervención en Valparaíso, Chile, como parte de una serie de intervenciones callejeras organizadas por la compañía teatral La Peste. Acompañada por unas veinte mujeres, el colectivo cortó la calle para hacer una performance de su canción Un violador en tu camino. La canción se inspira del trabajo de Rita Segato y que denuncia la violencia patriarcal contra mujeres y disidencias. La intervención terminó difundiéndose por todo el mundo a través de las redes sociales.

#### Nos roban todo, menos la rabia(junio de 2020)
En junio de 2020, durante un confinamiento causado por la pandemia de COVID-19, Colectivo LASTESIS creó una video-performance colaborativa que destaca la problemática de la violencia doméstica, exacerbada por el confinamiento que atrapó a muchas mujeres en casa, sin posibilidad de escaparse de la violencia doméstica. La obra se hizo como contribución al proyecto ‘Voces’ de Bündnis internationaler Produktionshäuser y está disponible en el canal de YouTube del colectivo.

#### Corazones Rojos(mayo de 2020)
El 20 de mayo de 2020, Colectivo LASTESIS lanzó una reinterpretación de la canción Corazones Rojos de Los Prisioneros con ocasión de los 30 años de su lanzamiento. A la canción original, LASTESIS ha añadido unas estrofas propias:
"Cierto, dios sin duda es un hombre 
y destacamos su misoginia.
Misoginia que destruye nuestra historia
con violencia, muerte e ignominias.
Basta ya de explotación de nuestros cuerpos 
bajo el disfraz de el amor.
El control del estado sobre nuestros cuerpos
a través de los hombres y del horror.
Nos contaron una historia, de abnegadas y explotación,
pero esa historia terminó, ahora la escribo yo.
En mi historia 
dios se muere 
junto al marido 
y al patron.
Corazones rojos, corazones fuertes.
Se acabó esa historia, se acabó ese orden 
con mis muertas a la lucha,

a la calle y al desorden.".
El video-collage que acompaña a la canción muestra imágenes de ilustran la representación de la mujer en los medios de comunicación de los años ochenta y noventa. Al llegar a las estrofas agregadas por LASTESIS, estas imágenes se reemplazan por imágenes de manifestaciones feministas actuales

#### Manifiesto contra la violencia policial(mayo de 2020)
El 28 de mayo de 2020, Colectivo LASTESIS lanzó la video-performance Manifiesto contra la violencia policial en colaboración con el colectivo feminista ruso Pussy Riot.

#### Juntas, Abortamos(septiembre de 2020/2021)
Con ocasión del Día de Lucha por la Despenalización y Legalización del Aborto en América Latina y el Caribe el 28 de septiembre de 2020, Colectivo LASTESIS hizo un vídeo colaborativo titulado Juntas Abortamos. La canción interpretada en el vídeo hace una crítica de la falta de autonomía de las mujeres con respecto a la cuestión del aborto. Además, se expresa el sentimiento de miedo, duda, culpa, angustia y pena provocado por la restricción de aborto. Al mismo tiempo, la canción subraya el apoyo entre las mujeres y destaca el sentimiento de rabia, rebeldía y valentía que alimenta su lucha por el aborto legal.

El 28 de septiembre de 2021, LASTESIS publicó otro video en su canal de YouTube que muestra grabaciones de una intervención frente al edificio del Congreso Nacional de Chile en Valparaíso acompañadas por parte de su canción Juntas Abortamos como música de fondo. En la descripción del vídeo, el colectivo explica que:
"Hicimos un amarre afuera en las rejas afuera en las rejas que hace años resguardan al congreso nacional del pueblo, a ver si de una vez por todas empiezan a legislar en favor de nuestros derechos sexuales y reproductivos."

#### HOY, HUNDIMOS EL MIEDO(octubre de 2020)
El 14 de octubre de 2020, LASTESIS hizo una intervención conmemorativa con ocasión del aniversario del levantamiento popular del 18 de octubre de 2019 y del Plebiscito Nacional que se celebrara una semana después de la intervención, el 25 de octubre de 2020, para iniciar el proceso constituyente para la redacción de una nueva Constitución. La intervención se realizó en colaboración con Parque Cultural de Valparaíso y mujeres y disidencias de Valparaíso en el contexto de Fuego, Acciones en Cemento. En una procesión liderada por LASTESIS, un grupo de mujeres y disidencias recorrieron las calles de Valparaíso cantando:
"JUNTAS, ahuyentamos el miedo.
JUNTAS, nos sostenemos.
JUNTAS, hundimos la opresión.

JUNTAS, atravesaremos.":
Al llegar al Muelle Prat, las participantes lanzaron a un barco versiones de la Constitución Política de la República de Chile de 1980, en un acto simbólico de hundir el miedo, mientras cantaron
"Sin libertad, sin igualdad.
No hay derechos, ni dignidad.
Regresa por donde viniste.

HOY, HUNDIMOS EL MIEDO."

#### FEMINAZIS(mayo de 2021)
FEMINAZIS es una video-performance colaborativa elaborada en el taller digital "COLLAGE FEMINISTA Y POLÍTICO: estrategias interdisciplinarias para la performance", dirigida por LASTESIS vía ZOOM el 29, 30 y 31 de marzo de 2021. La performance se basa en el texto FEMINAZIS de Paul B. Preciado, traducido por Claudia Baricco, y critica el uso de la palabra "feminazi". En la descripción del vídeo, el colectivo destaca que:
"FEMINAZIS suele ser el insulto que muchas veces nos lanzan por denunciar la violencia patriarcal colonial machista en la que vivimos, pero a pesar de todo nos encontramos y no nos soltamos más. Con cariño para todas y todes quienes luchan por una vida digna, aquí, en Colombia y en todas partes."

#### RESISTENCIA o la reivindicación de un derecho colectivo(2021/2022)
El 5 de enero de 2023, Colectivo LASTESIS publicó en su canal de YouTube un vídeo que recoge fragmentos del taller y la performance RESISTENCIA o la reivindicación de un derecho colectivo, dirigidos y realizados por LASTESIS en varios lugares del mundo durante 2021 y 2022. La performance es una puesta en escena colaborativa, realizada en el espacio público, que tiene como objetivo traducir las ideas de Judith Butler, Paul B. Preciado y María Lugones más hacer una reivindicación del derecho a una vida libre de violencia en un contexto de colonización.

#### La ciudad del futuro(enero de 2022)
Colectivo LASTESIS colaboró con Delight Lab y Fundación Teatro a Mil para crear una intervención urbana titulada La ciudad del futuro que se estrenó en el Festival Santiago a Mil el 16 de enero de 2022. La intervención consiste de un juego y una experiencia colectiva que se despliega en el espacio público. Un cubo de pantallas led invita a la consideración y al diálogo a través de preguntas que buscan repensar la experiencia y la organización urbana desde una perspectiva feminista.

### Libros
- Antología feminista (2021)[41]
- Quemar el miedo: Un manifiesto (2021)[42] traducido al alemán (S.Fisher, 2021), al italiano (Capovolte, 2022) y al inglés (Verso, 2023).
- Polifonías Feministas (2022)

## Redes sociales
El colectivo ha obtenido más visibilización durante el Estallido Social en donde su performance se volvió viral. Su aporte al activismo feminista es innegable, ya que han llegado a muchas personas que no han tenido participación en el feminismo anteriormente. Además sus páginas, en abril de 2023, se encuentran bastante activas.

#### Instagram
El colectivo tiene una página bastante activa en Instagram con más que 272 mil seguidores (abril 2023). En esta red social comparten fotografías, vídeos, talleres, performances, manifiestos, marchas y más. Su bibliografía en Instagram contiene la descripción "Performance, Valparaíso / colectivo interdisciplinario y feminista " junto con sus informaciones de contacto por correo electrónico, Facebook y Twitter.
La primera publicación del colectivo se realizó el 19 de octubre de 2018. Durante el primer año de vida de la página en Instagram no recibieron muchos me gusta (alrededor de 100-500) pero su publicación del 20 de noviembre de 2019 recibí más que 22 mil me gusta. Esa publicación trata de unas performances de Un Violador en tu Camino por primera vez en Valparaíso, Chile durante el Estallido Social y desde entonces han tenido más me gusta, vistas y visibilización en general.

#### Facebook
El colectivo publica muchas de las mismas publicaciones de su Instagram en Facebook y en esta red tienen alrededor de 24 mil me gusta y 26 mil seguidores (abril 2023). Su descripción parece a la de Instagram: Performance, Valparaíso / colectivo interdisciplinario de mujeres".
La página en Facebook está categorizada como Artes Escénicas y también han puesto su correo electrónico junto con un enlace para su Instagram. 
Su primera publicación en Facebook fue el 30 de noviembre de 2019, y es el mismo vídeo que tenía los 22 mil me gusta en Instagram.

#### YouTube
El colectivo también está presente en YouTube en donde tiene 3450 suscriptores (abril 2023) y ha publicado su primer vídeo el 28 de marzo de 2019 – durante el Estallido Social de Chile. La mayoría de sus vídeos tiene los comentarios desactivados y son de corta duración.

## El uso de memoria
Inicialmente, el objeto de las performances se basa en el deseo de cambiar las estructuras patriarcales de la sociedad chilena. La obra más conocida del colectivo es la performance “Un Violador en tu Camino”, donde mujeres chilenas tomaron las calles en Santiago con el grito “la culpa no era mía, ni dónde estaba, ni cómo vestía” y “Un Violador eres tú”. La misma es caracterizada por una intervención de la cultura, norma y sistema que está dominada por el hombre. Además, LASTESIS han aprovechado la memoria histórica de diferentes maneras para iluminar la violencia perpetrada por el gobierno y la policía (los Carabineros) desde la dictadura de Pinochet (1973-1990). Un ejemplo es el nombre de la performance más famosa “Un Violador en tu Camino” es una reformulación sarcástica del eslogan de la policía chilena “Un amigo en tu camino” de la década 1990, también ha incorporado un verso del himno de los Carabineros, “Orden y Patría” en la performance. Además, la coreografía de la performance refiere al sentimiento vulnerable de la mujer y la memoria de la experiencia de violencia, cuando las mujeres hacen “squats” que representa las mujeres que se ven obligadas a ponerse en cuclillas desnudas frente a los agentes de policía como una forma de degradación.

## El impacto social/internacional
A través de las redes sociales y la globalización el mensaje feminista de las performances de LASTESIS fue difundido en todo el mundo. Transversalmente, el mensaje y el tema cruzan fronteras, edades, lenguaje y niveles socioeconómicos, por eso las performances fueron replicado en las ciudades grandes como París, Ciudad de México, Ankara, Berlín, Nueva York y Barcelona, etc., donde cientos de mujeres tomaron las calles, apropiándose el significado y el contenido en su propio contexto para hacer alusión a la represión y opresión de las mujeres.  
A través del tiempo, diferentes olas feministas como los movimientos sociales #Metoo y “Ni una Menos” han enfocado en la vista de mujer, la violencia hacia a mujeres y la justicia social para mujeres. Las performances de LasTesis han contribuido al debate sobre la violencia hacia a mujeres, igualmente, han abierto camino a una nueva manera de protestar y además han intensificado la producción de un espacio debatido, tanto local/nacional como internacional, con el uso de la memoria, arte y el cuerpo como elementos centrales en la lucha y la demanda de mejoras condiciones y mejores derechos para las mujeres. El mensaje no solo refiere a una mujer violada de un hombre en un país, sino más bien de un abuso de mujeres de lo patriarcal en general y en todo el mundo.